# Custódio de Melo
Custódio José de Melo (Salvador de Bahia, 1840 – Rio de Janeiro, 1902) è stato un politico brasiliano.
Contrammiraglio dal 1890 e Ministro della Marina dal 1891 al 1893, nel 1891 fece scoppiare una grande rivolta (la Revolta da Armada) che portò alle dimissioni di Manuel Deodoro da Fonseca.
Nuovamente rivoltoso nel 1893, fu sconfitto ed esiliato in Argentina.